# Spelende hond
Spelende hond is een kunstwerk in Amsterdam-Zuid.
De Noorse kunstenares Elena Engelsen woonde tijdens haar huwelijk met de Nederlandse stedenbouwkundige Wisse enige tijd in Amsterdam. Ze leerde beeldhouwen in de werkplaats van de Begraafplaats Buitenveldert, die werkplaats werd later opgeheven. Haar inspiratie haalde ze uit de dierenwereld, een gevolg van kennismaking met de Assyrische leeuwen bij het British Museum en de paarden in de fries van het Parthenon.
In haar Nederlandse jaren wilde de gemeente Amsterdam het hondenbeleid aanscherpen; honden werden minder welkom in parken etc. Omwonenden van het Beatrixpark protesteerden daartegen en zamelden geld in voor een beeld van een hond om de gemeente Amsterdam milder te stemmen bij een eventueel verbod in genoemd park. Engelsen was bevriend met een van die omwonenden en kreeg het verzoek voor een beeld. De geldinzamelaars konden het niet eens worden over wat voor rashond gebeiteld moest worden, Engelsen koos voor een bastaardhond. Engelsen hakte de hond uit muschelkalksteen in de genoemde zerkenwerkplaats. Het beeld zou gedragen worden door een betonnen sokkel. Het voltooide beeld werd in 1978 overgedragen aan de gemeente Amsterdam, die het op 12 mei 1979 in het Beatrixpark liet onthullen. Het volgende jaar remigreerde Engelsen. In Noorwegen werd ze vervolgens beroemd met haar tijger voor het Station Oslo-Centraal.

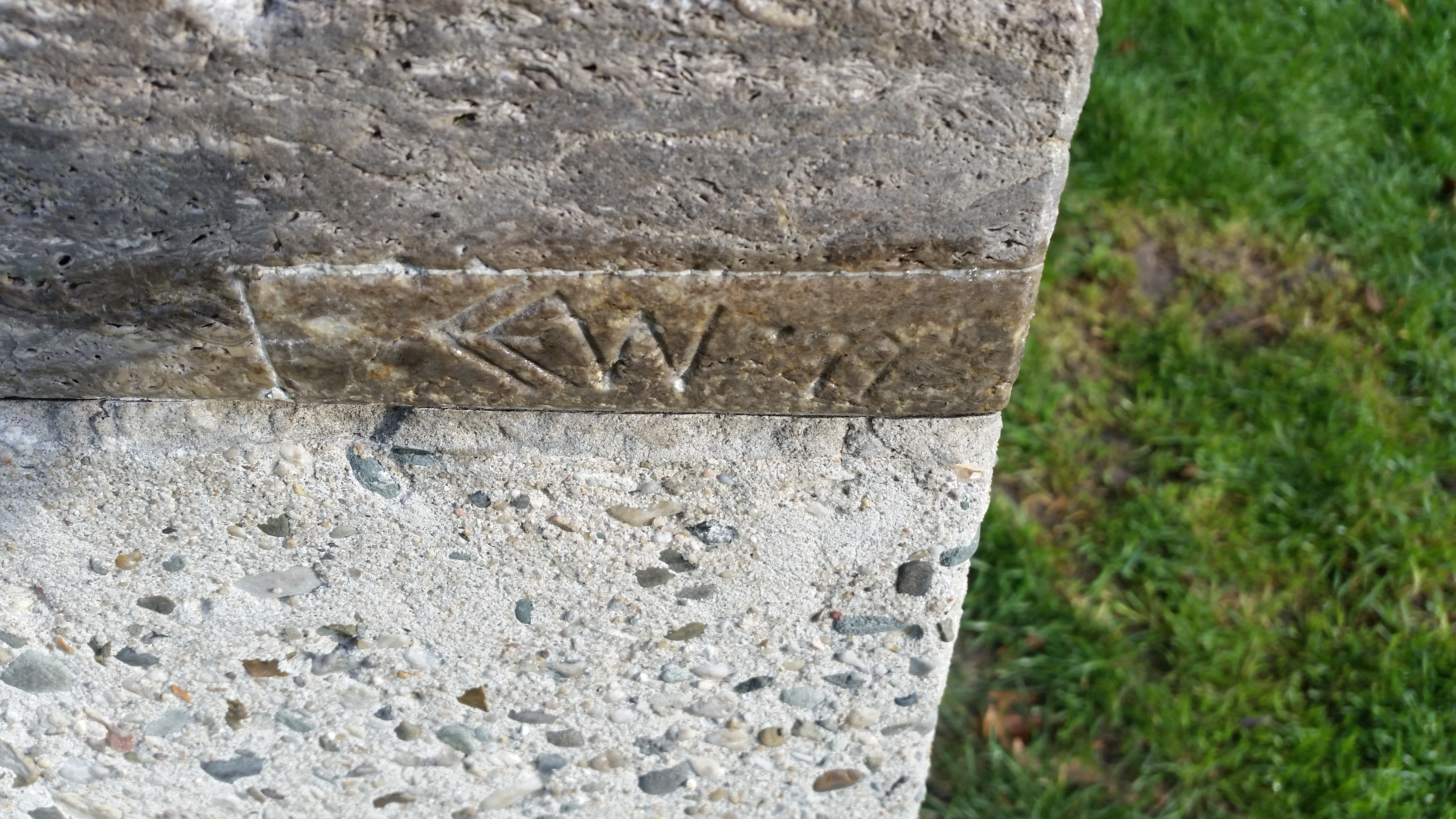
Signatuur EEW (oktober 2018)